# Юркув (Болеславецький повіт)
Юркув (пол. Jurków, нім. Georgenthal) — село в Польщі, у гміні Варта-Болеславецька Болеславецького повіту Нижньосілезького воєводства.
Населення — 264 особи (2011).
У 1975-1998 роках село належало до Легницького воєводства.

## Демографія
Демографічна структура станом на 31 березня 2011 року:
|          | Загалом | Допрацездатний вік | Працездатний вік | Постпрацездатний вік |
| -------- | ------- | ------------------ | ---------------- | -------------------- |
| Чоловіки | 135     | 32                 | 89               | 14                   |
| Жінки    | 129     | 20                 | 78               | 31                   |
| Разом    | 264     | 52                 | 167              | 45                   |